# Olympique de Marseille 1971-1972
Questa voce raccoglie le informazioni riguardanti l'Olympique de Marseille nelle competizioni ufficiali della stagione 1971-1972.

## Maglie e sponsor
Lo sponsor tecnico per la stagione 1971-1972 è Le Coq Sportif, mentre gli sponsor ufficiali sono But! per il campionato e Perrier per la Coppa di Francia. Il colletto a V e i bordi della maglia sono dei colori della bandiera francese, per indicare la squadra campione in carica.
| Manica sinistra · Manica sinistra · Maglietta · Maglietta · Manica destra · Manica destra · Pantaloncini · Calzettoni · Calzettoni | Manica sinistra · Manica sinistra · Maglietta · Maglietta · Manica destra · Manica destra · Pantaloncini · Calzettoni |  |

## Rosa
| N. |                    | Ruolo | Calciatore        |
| -- | ------------------ | ----- | ----------------- |
|    | Francia (bandiera) | P     | Georges Carnus    |
|    | Francia (bandiera) | P     | Gérard Gili       |
|    | Francia (bandiera) | P     | Jean-Paul Krafft  |
|    | Francia (bandiera) | D     | André Bodji       |
|    | Francia (bandiera) | D     | Bernard Bosquier  |
|    | Francia (bandiera) | D     | François Bracci   |
|    | Francia (bandiera) | D     | Rolland Courbis   |
|    | Francia (bandiera) | D     | Jean-Louis Hodoul |
|    | Francia (bandiera) | D     | Édouard Kula      |
|    | Francia (bandiera) | D     | Jean-Pierre Lopez |
|    | Francia (bandiera) | D     | Jules Zvunka      |
|    | Francia (bandiera) | C     | Joseph Bonnel     |

| N. |                        | Ruolo | Calciatore         |
| -- | ---------------------- | ----- | ------------------ |
|    | Francia (bandiera)     | C     | Gilbert Gress      |
|    | Francia (bandiera)     | C     | Roger Le Boedec    |
|    | Francia (bandiera)     | C     | Daniel Leclercq    |
|    | Francia (bandiera)     | C     | Jacques Novi       |
|    | Camerun (bandiera)     | C     | Jean-Pierre Tokoto |
|    | Francia (bandiera)     | A     | Michel Chaumeton   |
|    | Francia (bandiera)     | A     | Didier Couécou     |
|    | Francia (bandiera)     | A     | Ange Di Caro       |
|    | Francia (bandiera)     | A     | Albert Emon        |
|    | Svezia (bandiera)      | A     | Roger Magnusson    |
|    | Jugoslavia (bandiera)  | A     | Josip Skoblar      |
|    | Paesi Bassi (bandiera) | A     | Lambert Verdonk    |

## Risultati

### Coppa dei Campioni
| Arbitro: | Santos Leite |

|                              |           |              |
| Wraży 45’ (aut.) Skoblar 78’ | Marcatori | 28’ Lubański |

| Arbitro: | Pintado Viu |

|            |           |             |
| Anczok 32’ | Marcatori | 53’ Skoblar |

| Arbitro: | Schaut |

|          |           |                        |
| Gress 9’ | Marcatori | 39’ Keizer 68’ Cruijff |

| Arbitro: | McKenzie |

|                                     |           |             |
| Cruijff 32’, 64’ Swart 37’ Haan 80’ | Marcatori | 17’ Couécou |